# Aeropuerto Juana Azurduy de Padilla
Aeropuerto Juana Azurduy de Padilla is de luchthaven van de hoofdstad van Bolivia, Sucre. De luchthaven heeft slechts een baan van 2.835 meter lang en ligt op een hoogte van 2904 meter. Door deze grote hoogte krijgen veel passagiers bij aankomst last van hoogteziekte. Daarnaast ligt het vliegveld vaak in de wolken, wat landen moeilijk maakt. Het vliegveld wordt alleen overdag gebruikt en is 's nachts gesloten.
Hoewel Juana Azurday de Padilla de luchthaven is van de hoofdstad van het land is het niet het grootste vliegveld. Dit is namelijk Aeropuerto Internacional Viru Viru bij Santa Cruz de la Sierra.

## Bestemmingen

### Nationaal
| Vliegmaatschappij        | Bestemmingen                                                         |
| ------------------------ | -------------------------------------------------------------------- |
| Aerocon                  | Santa Cruz de la Sierra (El Trompilo)                                |
| Amaszonas                | La Paz, Santa Cruz de la Sierra (Viru Viru)                          |
| Boliviana de Aviación    | Cochabamba, La Paz, Santa Cruz de la Sierra                          |
| EcoJet                   | Cochabamba, Guayaramerín, Riberalta, La Paz, Santa Cruz de la Sierra |
| Transporte Aéreo Militar | Cochabamba, La Paz, Santa Cruz de la Sierra, Tarija, Uyuni, Yacuíba  |